# Isla de Bombay

Las islas originales

La Isla de Bombay fue una de las siete islas de Bombay, un archipiélago de islas que, en el siglo XVIII, estaban conectadas para formar el área de la moderna ciudad de Mumbai, anteriormente Bombay, en la India. La isla era el puerto principal y la base de los británicos desde donde se expandió la ciudad.
La isla se extendía desde Malabar Hill en el oeste hasta Dongri en el este, donde formaba un puerto natural. Hacia el norte, en el extremo de la colina de Malabar, se encontraba la isla de Worli, mientras que la isla de Mazagaon se extendía a través de un arroyo desde el extremo de Dongri. La isla de Colaba y la Isla de la Anciana se encuentran al sur de la isla de Bombay.
En el siglo XVIII, la isla se fusionó con sus masas terrestres vecinas de la isla de Worli (en 1784 por la construcción del Hornby Vellard ) y con la isla de Colaba mediante la construcción de la Calzada de Colaba en 1838.